# Древнегреческий язык
Древнегре́ческий язы́к (самоназв. ἡ Ἑλληνικὴ γλῶσσα [γλῶττα], hē Hellēnikḗ glôssa [glôtta]) — язык индоевропейской семьи, предок греческого языка, распространённый на территории греческой ойкумены в эпоху с начала II тысячелетия до н. э. до IV века нашей эры. В наши дни используется в церквях и монастырях Константинопольской и Элладской православных церквей.
Выделяют различные периоды развития языка: протогреческий (XX—XVII века до н. э.), микенский (XVI—XII века до н. э.), постмикенский (XI—IX века до н. э.), архаический (VIII—VI века до н. э.), классический (V—IV века до н. э.), эллинистический (III век до н. э. — IV век н. э.).
На каждом этапе развития языка существовали значительно различающиеся диалекты.
Древнегреческий язык — язык поэм «Илиада» и «Одиссея» Гомера, философии и литературы времени золотого века Афин, Септуагинты (перевода Ветхого Завета) и Нового Завета. На нём говорили в полисах классической эпохи, империи Александра Македонского и царствах диадохов, древнегреческий язык был вторым официальным языком Римской империи и основным на ранних этапах существования Восточной Римской империи (постепенно перерождаясь в средневековый (византийский) греческий). В Средние века стал образцом литературного языка Византии, получил статус классического в Западной Европе в эпоху Возрождения и повлиял на развитие новогреческого языка — кафаревусы, в отличие от ориентированной не на письменную традицию, а на разговорный язык димотики.

## История

### Протогреческий период
Существует несколько теорий о происхождении греческого языка. Согласно одной из них, язык выделился в процессе миграции носителей протогреческого языка на территорию Греции, переселение же могло произойти в период от XXV до XVII века до н. э. По другой версии, в Грецию пришли племена, говорившие на позднем праиндоевропейском языке, и уже здесь позже произошли фонетические изменения, в результате которых протогреческий язык выделился из индоевропейского единства. Протогреческий язык вошёл в изоглоссу кентум, так как палатовелярный ряд звуков совпал с велярным, однако он не избежал влияния группы сатем, о чём говорит переход лабиовелярных в дентальные звуки перед гласными переднего ряда (протогреч. *kʷe > τε постпозитивное «и»), но это произошло уже после того, как греческий стал языком кентум, в постмикенский период.
Следующие процессы выделили греческий язык из индоевропейского единства:
- начальное и интервокальное (между гласными) s перешло в h, которое в дальнейшем в начале слова стало тяжёлым придыханием, а между гласными исчезло
- оглушение звонких придыхательных [bʰ], [dʰ], [gʰ] — становление ряда глухих придыхательных φ [pʰ], θ [tʰ] и χ [kʰ]
- отражение индоевропейских слоговых сонантов: ṃ > a, am; ṇ > a, an; ṛ > ra, ar; ḷ > la, al, в разных диалектах возможна огласовка ă или o: *πατρσί > πατράσι — дат. множественное число «отцам»
- ударение стало определяться законом трисиллабии: ударными могли быть только три последних слога слова.
- появление собственно греческого окончания местного падежа мн. ч. -si при индоевропейском -su

Ввиду отсутствия письменных памятников восстанавливается компаративистикой.

### Микенский период
Переход от протогреческого к микенскому периоду характеризовали следующие особенности:
- сохранение лабиовелярных фонем и полугласного i (начинается переход в начале слова полугласного i > dz)
- отпадение в конце слова шумных смычных согласных (*kʷid > τιδ > τί «что?» — лат. quid)
- конечное m переходит в n (окончания среднего рода им.п. ед. ч.: греческое -ον и латинское -um)
- переход ларингалов h₁, h₂, h₃ между гласными и в начале слова перед согласными соответственно в /e/, /a/, /o/.

- Последовательность CRHC (C = согласный, R = сонорный, H = ларингал) превращается в CRēC, CRāC, CRōC, где соответственно H = h₁, h₂, h₃.
- Последовательность CRHV (C = согласный, R = сонорный, H = ларингал, V = гласный) становится CăRV.

- сохранение самостоятельного индоевропейского инструментального падежа; объединение родительного с отложительным, а дательного — с местным падежом
- отсутствие артикля и глагольного аугмента (приращения)

Самыми ранними известными письменными памятниками греческого языка являются записи на архаическом микенском диалекте («языке»), выполненные силлабическим линейным письмом Б, которое расшифровали в 1950—1953 гг. Майкл Вентрис и Джон Чедвик (последнему удалось восстановить фонетику микенского греческого языка).
С упадком микенской цивилизации на протяжении нескольких веков письменность для фиксации древнегреческого языка не использовалась.
Примерно с VIII века до н. э. греческий язык стал фиксироваться греческим алфавитом, произошедшим от финикийского письма. Возможное упоминание о линейном письме Б можно найти у Гомера
(Ил., VI 168—9):

В Ликию выслал его и вручил злосоветные знаки,

Много на дщице складной начертав их, ему на погибель…

### Постмикенский период
В постмикенскую эпоху (XI век до н. э. — IX век до н. э.), в переходе к архаическому периоду, в греческом языке произошли следующие фонетические изменения:
- падение лабиовелярных звуков, в результате в аттическом диалекте давшее перед гласными:

|      | a, o | e, i | u  |
| *kʷ  | p    | t    | k  |
| *gʷ  | b    | d    | g  |
| *gʷʰ | pʰ   | tʰ   | kʰ |

Например, *kʷukʷlos > κύκλος, «круг»; *kʷi > τίς — «кто?» лат. quis, *kʷo > πότε — «когда» — лат. quando.
- переход полугласного і в h, затем в начале слова — в густое придыхание (*iekʷrt > ἧπαρ, печень), а в интервокальной позиции либо выпадает, либо претерпевает иные изменения (*treies > trehes > τρεῖς, три; *pedios > πεζός, пеший); *fugia > φύζα или φυγή, бегство, как и в лат. fuga;
- переход полугласного u в гласный u и в согласный Ϝ [w], исчезнувший в ионийских диалектах до классической эпохи, но сохранявшийся в эолийских и дорийских: *uoikos > ион. οἶκος, но дор. и эол. Ϝοῖκος, лат. vicus — «посёлок».

### Развитие в архаическую и классическую эпохи
Как в архаический, так и в классический период развития древнегреческий язык имел три основные группы диалектов, относящиеся к трём греческим племенам — ионийскому, дорийскому и эолийскому. На базе местных диалектов формировались местные койне — обобщённые варианты сродных диалектов некой области, например, дорийское койне Пелопоннеса или малоазийское ионийское койне.
Ионийский диалект (на котором, в частности, писал Гиппократ) оставался основным литературным языком до возвышения Афин в начале V века, когда этот статус перешёл к аттическому диалекту. Язык Афин этого времени (V—IV вв. до н. э.), представленный сочинениями философов Платона и Аристотеля, историков Фукидида и Ксенофонта («аттической музы», чей язык считается образцом аттической прозы), трагедиями Эсхила, Софокла, Еврипида, комедиями Аристофана, уже в III веке до н. э. считался александрийскими учёными каноническим. Движение аттикизма ориентировалось на аттический диалект как на основу литературного языка до XX века, когда появилось движение за переориентацию нормы на современный разговорный язык.

### Койне и переход к средневековому греческому языку
С завоеваниями Александра Македонского огромные, ранее разрозненные территории греческой ойкумены вошли в состав одного государства, что послужило толчком к развитию койне (κοινὴ [διάλεκτος] — общий [язык]), общего языка на ионийско-аттической основе, понятного всем грекам. Зоны использования эолийских и дорийских диалектов сужаются. Появлению койне способствовали и миграции на новые территории греческого населения, говорящего на разных диалектах; местное население, вступая в контакт с администрацией и греческими поселенцами, также стало использовать койне. Тем не менее в этот период наметился разрыв между развивающейся разговорной речью, объединяющей черты местных вариантов, и письменной речью, стремившейся сохранить нормы аттического диалекта классического периода.
В III—II вв. до н. э. в Александрии на древнегреческий язык был переведён Ветхий Завет Библии — Септуагинта. После завоевания римлянами царств диадохов во II в. до н. э. — I в. н. э. койне оставалось лингва франка в Восточных провинциях Римской империи, будучи вытесненным латинским языком лишь из административной сферы. Все имеющиеся древние рукописи Нового Завета, в частности папирусы первых веков н. э., сохранились только на древнегреческом языке, хотя для Евангелия и его источников предполагается возможная арамейская основа. Христианская литература первых веков на востоке империи создавалась на греческом языке, ставшем языком богословской мысли.
В этот период происходят значительные изменения в фонетике и морфологии языка:
- исчезает противопоставление гласных по долготе/краткости, к III в. н. э. ударение становится динамическим, исчезает густое придыхание;
- в целом свёртывается вокализм: η, ει, υ, υι, οι > i (процесс итацизма/йотацизма), исчезает «иота приписная» в дифтонгах с первой долгой гласной; в системе гласных остаются пять звуков: a, o, u, i, e;
- монофтонгизируются дифтонги:

- ou > ọ > ū > u
- ei > ẹ > ī > i
- ui > ū > i
- oi > oe > ö > ü (> в среднегреческом, к X в. — i)
- ai > ae > ę > e

- второй элемент дифтонгов αυ и ευ становится согласным: au > af; eu > ef;
- глухие придыхательные (φ, θ, χ) и звонкие смычные (β, δ, γ) переходят во фрикативные, соответственно: pʰ > f; tʰ > θ (межзубный глухой); kʰ > x; b > v, d > ð (межзубный звонкий), g > γ;
- возникают новые звонкие смычные из сочетаний μβ, μπ — b, νδ, ντ — d, γγ, γκ — g, и палатализованных вариантов заднеязычных смычных — k', g' и заднеязычных фрикативных — h' и j (парный γ);
- dz (ζ) переходит в z, начинается противопоставление z/s;
- возникает аффриката ts.

В морфологии имени:
- исчезает двойственное число и дательный падеж;
- I и II склонения смешиваются с III (контаминация), исчезает аттическое склонение, происходит постепенный переход к склонению по роду в результате переразложения основ в пользу окончаний;
- появляется неопределённый артикль.

## Современный статус
Начиная с XIX века древнегреческий язык становится неотъемлемой частью гимназического и университетского образования в Западной Европе, и в этом качестве используется также и в России до 1917 года. В качестве учебного стандарта обычно используется аттический диалект эпохи Сократа с отдельными текстами на ионическом диалекте; прочие диалекты и временные периоды изучаются только в рамках специального филологического (лингвистического) образования. В православном духовном образовании изучается греческий язык новозаветного периода.
В настоящее время древнегреческий язык до сих пор преподаётся в старшей школе в Бельгии и в гимназиях в Нидерландах и Германии, а также изучается в средней и старшей школе в Греции. Переводная древнегреческая литература классического, а также частично архаического (Гомер) периода стала неотъемлемой частью европейской и североамериканской культурной традиции.
Сегодня древнегреческая лексика наряду с латинской является основой современной интернациональной лексики, в частности, научной и научно-технической терминологии.
Койне (народный, грубый) древнегреческий язык является языком священного писания Нового Завета. Изучение этого языка позволяет читать христианские греческие писания на языке оригинала. Постоянно ведётся научная работа по обновлению критических изданий Нового Завета с целью приблизиться к тексту оригинала.

## Диалекты древнегреческого языка
| Западная группа: Дорийский Северо-западный | Центральная группа: Эолийские Аркадо-кипрский | Восточная группа: Аттический Ионийские |
| Ахейский (северный) дорийский              |                                               |                                        |

Происхождение, ранние формы и начальное развитие языка недостаточно изучены. Существуют различные взгляды на то, какие группы диалектов выделились в промежутке времени c XX века до н. э. — выделения протогреческого языка из общеиндоевропейского — до XIII века до н. э. Единственный документально зафиксированный язык той эпохи — микенский, который после расшифровки крито-микенского линейного письма Б в 1953 году относят к древнегреческому языку.
Основные группы диалектов древнегреческого языка сформировались, предположительно, не позднее начала XI века до н. э., то есть ко времени мифического дорийского завоевания, и начинают отражаться в документах с VIII века до н. э.
Древние греки считали, что их народ делится на три племени: дорийцев, эолийцев и ионийцев; каждая из народностей говорила на своём, отличном от других, наречии. Если опустить факт отсутствия в этой классификации малоизвестных аркадского и кипрского диалектов, (развившихся из микенского языка, на котором в древности говорило племя ахейцев), потерявших былую значимость после дорического завоевания Пелопоннеса, практически неизвестных в культурных центрах Античной Греции в классический период, в целом это деление верно и совпадает с результатами современных археологических и лингвистических исследований.
Стандартная классификация диалектов:
- западные диалекты:

- северо-западный;
- дорийский (дорический);

- ионийские диалекты:

- диалект Ионии (азиатский ионийский);
- диалект Эвбеи и колоний в Италии;
- диалект островов Киклады;
- аттический;

- эолийские диалекты:

- эгейский и азиатский эолийский;
- фессалийский;
- беотийский;

- аркадо-кипрские диалекты:

- аркадский;
- кипрский.

Существуют различные варианты группировки диалектов по оппозиции и близости друг к другу. Фактически деление можно довести вплоть до «языков» городов-государств (и прилегающих к ним территорий) или до «языка» небольшого острова. Диалекты, не относящиеся к ионийской группе, известны по сохранившимся надписям, литературно обработанные формы — по произведениям эолийских и дорийских поэтов: эолийцев Сафо и Алкея, спартанца Алкмана.
Аркадо-кипрская и эолийская группы генетически связаны с древним языком крито-микенских памятников; первую иногда называют южно-ахейской (или южно-эолийской) группой в противовес северо-ахейской (собственно или северо-эолийской) — фессалийскому, беотийскому и эгейскому эолийскому диалектам. Беотийский диалект подвергался сильному влиянию западной группы и в некотором отношении может рассматриваться как переходный между эолийскими и западными. Фессалийский диалект также не избежал влияния западной группы, хотя и в меньшей степени.
Дорический диалект имел заметно отличающиеся варианты: островной (например, дорический Крита), дорический юга Пелопоннеса (наречие Лаконии — Спарты) и дорический севера полуострова, на котором говорили, например, в Коринфе. В колониях за пределами Греции происходило «смешение» выходцев из различных районов Эллады, и как следствие смешение диалектных форм. Дорический диалект развивался обособленно от других диалектов и достаточно сильно отличался от них фонетически; современными потомками дорического диалекта является современный цаконский язык в западной Греции и итало-румейский язык в южной Италии.
Существовала особая разновидность греческого языка в Памфилии, небольшой области на юго-западном побережье Малой Азии, однако весьма скудно зафиксированная; это наречие выделяется в пятую большую группу диалектов или считается реликтом микенского языка с наложившимся дорическим и местным негреческим влиянием.
Степень отношения древнемакедонского языка к греческому недостаточно ясна: он мог быть как близким негреческим индоевропейским языком, так и связан некоторым родством с ветвью западных диалектов.

## Письменность
В нашем современном понимании греки часто были неграмотны и не имели развёрнутого (в нашем современном понимании) представления о греческом языке, которым они сами пользовались. Они использовали греческий алфавит, произошедший, как считается, от финикийского письма. В классическом виде греческий алфавит, состоявший из 24 букв, сложился к концу V в. до н. э. Более образованные из них более ревниво относились к ошибкам в книгах и к звучанию греческого языка. Знатным неприятно резал слух звук неграмотно поставленной речи, среди разного рода рабов, приезжих и поселенцев. Так или иначе, они дополняли письмо системой дополнительных диакритических знаков, необходимых для правильного произношения (ударений, придыханий, краткости и долготы звука, и др.). Иногда такие знаки дополнительно способствовали пониманию семантики и избеганию омонимичности.
Буквы древнегреческого алфавита, диакритические знаки к ним и названия самих букв:
1. Αα — Альфа, = ΆᾸἈἌἎᾍἉἍ ᾰᾶᾷάᾴάἅ ᾅἁᾁᾇὰᾱᾳ ἂἃἀἄᾀἇᾄ ἆᾆ
2. Ββ — Бета
3. Γγ — Гамма
4. Δδ — Дельта
5. Εε — Эпсилон, = ΈΕἘἙἜἝ εέέὲἕἑἐ ἒἔ
6. Ζζ — Дзета
7. Ηη — Эта, = ΉἨἬἮἩἯἭᾙᾟ ἠἤἦἧῃῄῆ ῇᾐᾔᾖὴή ήἥᾕᾗἡᾑ
8. Θθ — Тета
9. Ιι — Йота, = ΊἸἹἼἽἾ ΐῐῑΐῖῗἰἱ ἴἵἶἷὶίϊί
10. Κκ — Каппа
11. Λλ — Лямбда
12. Μμ — Мю
13. Νν — Ню
14. Ξξ — Кси
15. Οο — Омикрон, = ΌὈὌΌὍὉ ὀὄὸὁόὅό
16. Ππ — Пи
17. Ρρ — Ро, = Ῥῥῤ
18. Σσς — Сигма
19. Ττ — Тау
20. Υυ — Ипсилон, = Ύ   ϓ   Ὑ   Ὕ   Ὗ ὐὑὔὕὖὗῦῧ ΰϋύύῠῡΰ
21. Φφ — Фи
22. Χχ — Хи
23. Ψψ — Пси
24. Ωω — Омега = ΏὨὩὬὭὮὯᾨ ὠὡὤὥὦὧ ῳῴῶῷὼώ ᾠᾡᾤᾦᾧώ

### Культура письма

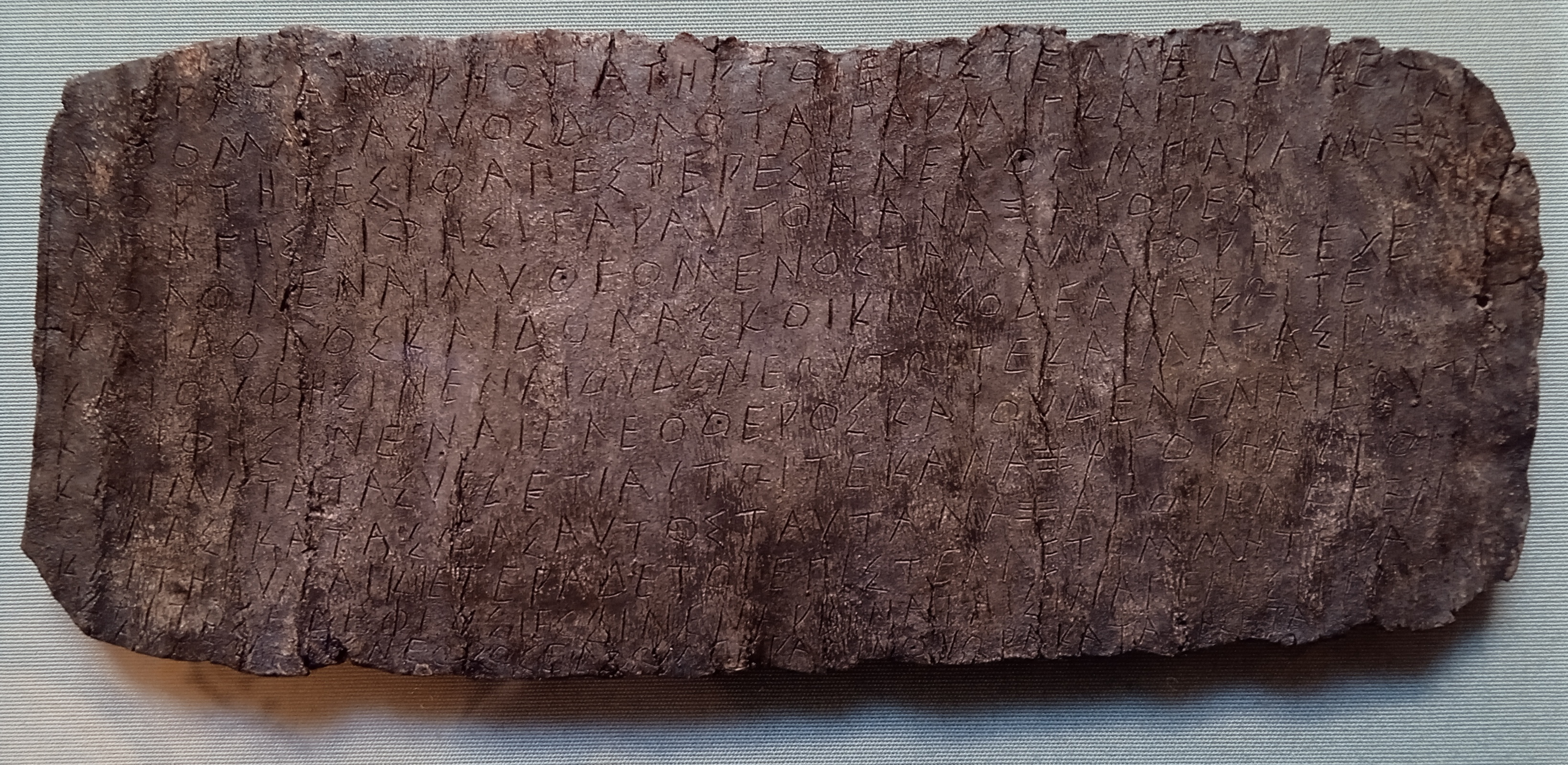
Письмо на свинцовом свитке Ахиллодора сыну и Анаксагору. Ок. 500 г. до н. э. Борисфен, инв. № Б.70-322. Санкт-Петербург, Государственный Эрмитаж.

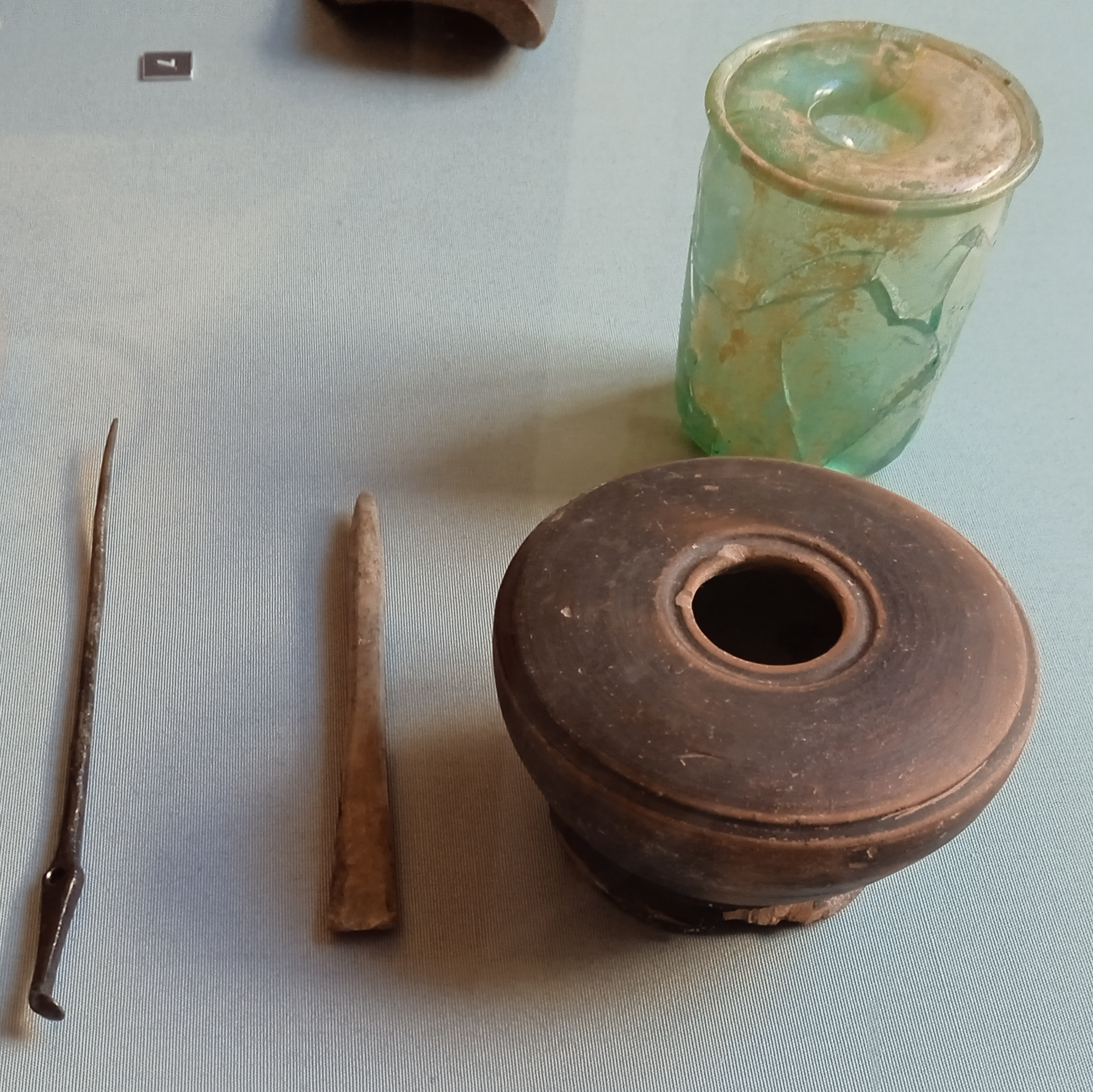
Справа налево: стеклянная чернильница I в. Пантикапей, инв. № П.1841/42-24; глиняная чернильница II в. до н.э. Херсонес, инв. № Х.1952-131; стиль из кости IV в. до н.э. Нимфей, инв. № НФ.51-431; стиль из бронзы I—II вв. Херсонес, инв. № Х.1910-69. Санкт-Петербург, Государственный Эрмитаж.

В древнейших надписях направление письма шло справа налево, затем в течение некоторого времени использовался способ письма под названием бустрофедон (буквально «поворот быка») — направление письма чередовалось от строки к строке. Существуют также примеры отдельных надписей слева направо. В IV в. до н. э. окончательно утвердилось современное направление — слева направо.
Промежутков между словами не делалось. Повседневная переписка велась на деревянных (с нанесением слоя воска) и свинцовых табличках. Буквы на них процарапывали при помощи заострённой с одного конца палочки — стиля. Научные и литературные произведения записывали при помощи чернил на папирусах. Со II века н. э. появляется пергамент.
В эллинистическую эпоху в надписях стали применяться надстрочные знаки, обозначавшие три типа ударения и два типа придыхания.

## Лингвистическая характеристика

### Фонологические сведения
Согласные
|                |                | Губные | Переднеязычные   | Заднеязычные |
| Шумные смычные | Звонкие        | β [b]  | δ [d]            | γ [g]        |
|                | Глухие         | π [p]  | τ [t]            | κ [k]        |
|                | Придыхательные | φ [pʰ] | θ [tʰ]           | χ [kʰ]       |
| Сонанты        | Носовые        | μ [m]  | ν [n]            |              |
|                | Плавные        |        | λ [l] ρ [r] [rʰ] |              |
| Аффрикаты      |                | ψ [ps] | ζ [dz]           | ξ [ks]       |
| Фрикативные    | Щелевые        |        | σς[s]            |              |

В системе древнегреческих согласных (σύμφωνον — согласный) можно выделить 17 фонем (без дигаммы).
Звуки [φ], [θ], [χ] в классический период произносились именно как придыхательные [pʰ], [tʰ], [kʰ], что подтверждается латинскими заимствованиями из древнегреческого. Смычные согласные на конце слов исчезли в дописьменный период, в результате чего слово всегда оканчивается либо на гласный, либо на согласные ν, ρ, ς.
Буквы ζ [ds], ξ [ks], ψ [ps] на конце слова могли передавать как отдельные фонемы, так и сочетание согласных на границе двух частей слова.
Звук, обозначаемый дигаммой Ϝ, довольно долго сохранялся в дорийских и в эолийских диалектах, в отличие от аттического диалекта, в котором он исчез ещё в доклассический период.
Гласные
Древнегреческий язык обладал богатой системой гласных фонем (φωνῆεν — гласный), их система подразделяется на монофтонги и дифтонги, при том обе подсистемы имеют как долгие, так и краткие варианты. Система монофтонгов включает в себя 10 фонем — попарно противопоставляемые по долготе 5 звуков:
| Краткие | α [ă] | ο [ŏ] | ε [ĕ] | ι [ ĭ ] | υ [ ǚ ] |
| Долгие  | ᾱ [ā] | ω [ō] | η [ē] | ῑ [ ī ] | ῡ [ ǖ ] |

Различие по долготе было смыслоразличительным, краткий звук считают одноморным, долгий — двуморным, с соотношением равным примерно 1:2.
На письме по долготе/краткости последовательно различались ε и η, ο и ω, по мере надобности (различение смысла) над древнегреческими буквами проставляются латинские обозначения долготы ˉ или краткости ˘.
Дифтонги
Отличительной чертой древнегреческого языка является сохранение большого числа общеиндоевропейских дифтонгов (δίφθογγοι — «двухзвучные»), первоначально сочетаний гласных с сонантами (полугласными); по количеству древнегреческие дифтонги равны долгому гласному, вторым элементом могут быть гласные ι или υ. Различаются явные (собственные) и неявные (несобственные, скрытые) дифтонги.
| Явные дифтонги   | αι [ai] | ει [ei] | οι [oi] | υι [üi] | αυ [aü] | ευ [eü] [ẹ] | ου [oü] [ọ] |
| Неявные дифтонги | ᾱι [āi] | ηι [ēi] | ωι [ōi] |         |         | (ηυ [ēü])   | (ωυ [ōü])   |

Явные дифтонги — долгие, произносились, как два гласных (но в одном слоге), αι и οι могли быть в конце слова и долгими, и краткими, во втором случае второй элемент редуцировался и мог произноситься как [j]. Диграфы ει и ου не всегда обозначали дифтонги [ei] и [oü]. Иногда они выступали для обозначения долгих глубоких звуков [ẹ] и [ọ] — это так называемые «ложные дифтонги». Вообще же дифтонг ου начал превращаться в монофтонг [u] с конца V века до н. э., но по традиции продолжал записываться в виде диграфа ου.
При отношении двух гласных к разным слогам, то есть при сочетании, не составляющем дифтонг, над вторым элементом ι или υ ставилась трема, например αϋ.
Скрытые дифтонги — три сочетания αι [āi], ηι [ēi], ωι [ōi], в аттическом диалекте потеряли конечный элемент ко II—I векам до н. э. Впоследствии в Византии с XII века восстанавливали диграфы — снизу к букве приписывали небольшую иоту, получившую название «иоты подписной»: ᾄδω — «я пою». Хотя второй элемент не произносился, бывший дифтонг оставался показателем некоторых морфологических форм (например, дательный падеж единственного числа в тематическом (ο/ε) склонении), тем самым иота подписная выполняла функцию различения форм, например, указанной формы дат. ед. ч. и формы им./вин. дв. ч. тематического склонения, родительного и дательного падежей аттического склонения. В случае появления скрытого дифтонга в начале слова и необходимости заглавного написания — иота не подписывается, а ставится рядом, и называется, соответственно, «иотой приписной».
Из дифтонгов с первым долгим элементом и вторым υ в аттическом диалекте сохранился дифтонг ηυ, появлявшийся только в определённых глагольных формах. Дифтонг ωυ существовал в других ионийских диалектах, но не в аттическом.
Ударение
В древнегреческом языке словесное ударение было музыкальным, то есть характеризовалось изменением тона подударного гласного. Краткий (одноморный) ударный гласный мог иметь только восходящий тон, обозначающийся знаком острого ударения ´, двухморный (долгий) гласный или дифтонг мог иметь как острое ударение (с поднимающимся на второй море тоном), так и облечённое ˜ или ῀, с преломлённым тоном, восходящим на первой море и нисходящим на второй. Ударение в словоизменении (различных формах слова) подвижно.
Ударение в аттическом диалекте определялось законом трисиллабии (τρεῖς — три, συλλαβή — слог), было свободным в рамках последних трёх слогов слова. Все слова делятся на имеющие обязательное ударение, проклитики и энклитики. Слова с обязательным ударением делятся на пять типов:
- три с острым ударением, постановка которого возможна на трёх последних слогах:

- оʰксИтон (ὀξύτονον) — слово с острым ударением на первом от конца слоге;
- пароксИтон (παροξύτονον) — на втором от конца слоге;
- пропароксИтон (προπαροξύτονον) — третьем от конца слоге (возможно только, если последний слог краткий);

- и два типа с облечённым ударением на двух последних слогах:

- периспОмен (περισπώμενον) — слово с облечённым ударением на конечном слоге;
- пропериспОмен (προπερισπώμενον) — слово с облечённым ударением на предпоследнем слоге.

Типы словоформ с ударением не на последнем слоге объединяются под названием баритон (βαρύτονος — низкозвучащий, от βαρύς — тяжёлый и τόνος — тон).
Острое ударение на последнем слоге слова, находящегося в середине синтагмы, изменялось, что на письме отражалось постановкой тяжёлого, или тупого, ударения ` вместо острого в конце слов, за которыми не следовало знака препинания. Острое ударение на последнем слоге также не переходило в тяжёлое, если за словом следовала энклитика. Также только острое ударение имеют вопросительные местоимения.
В явных дифтонгах знак ударения ставится над второй гласной. В словах, начинающихся с ударной гласной, в которых она заглавная, знак ударения ставится слева от буквы (а не над ней). При записи одними заглавными буквами знаки ударения не ставятся.
Придыхание
Гласный звук в начале древнегреческого слова характеризовался придыханием. Различается два вида придыхания, тонкое (на письме — ʼ) и густое (на письме — ʽ), которое произносится как фрикативные [γ] или [h].
О характере тонкого придыхания ничего не известно. Предположительно оно могло действовать на следующий согласный, меняя его звучание. Хотя могли быть исключения, например, для рядом стоящих букв ρρ, первая из которых с тонким придыханием, а вторая — с густым.
Звук [υ] в начале слова в аттическом диалекте всегда произносился с густым придыханием.
Над согласным звуком ρ в начале слова ставится знак тяжёлого придыхания (ῥ), так как в этой позиции он обладал придыхательным характером, что отражается в латинских заимствованиях, например (лат. Rhodus — Родос). Следует отличать произношение гласной и согласной в сочетании с придыханием.
Примеры:
- в слове Рʰодос (густое придыхание идёт после буквы носителя), а в слове Ἅγιος густое придыхание идёт перед буквой-носителем — ʰАгиос.
- для имени Ἀφροδίτης с тонким придыханием логичнее предполагать произношение аʰфродИтэс, чем ʰафродИтэс, следовательно, тонкое придыхание идёт после буквы носителя;
- Ἅγιος — ʰАгиос, Ἄγιος — Аʰгиос.

Знаки придыхания, аналогично знакам ударения, в явных дифтонгах ставятся над второй гласной; в словах, начинающихся с заглавной гласной, ставятся слева от буквы (а не над ней); не ставятся при записи одними заглавными буквами.
При сочетании со знаком острого ударения знак придыхания ставится первым (левее). При сочетании со знаком облечённого ударения знак придыхания ставится под ним.
Слог
В древнегреческой поэзии развилась, в первую очередь, метрика, квантитативная сторона стиха — определённый ритм, чередование долгих и кратких звуков. Существовало два жанра поэзии, определявших структуру стиха — декламационный и мелический. Первый жанр выделял в произведении словесное содержание (как у Гомера), и основой его метрического деления была повторяющаяся стопа. Основой второго жанра была музыка, метрический ряд включал в себя разные стопы, которые могли составлять несходные между собой сочетания (как у Сапфо или Алкея).
Типы чтения древнегреческих текстов
Открыв для себя античное наследие в эпоху Возрождения, европейские учёные стали читать древнегреческие тексты со средневековым, византийским произношением. Иоганн Рейхлин способствовал распространению чтения подобного вида на территории Германии, получившего позже название «рейхлиново». Голландский учёный Эразм Роттердамский, сопоставляя греческие слова и заимствования из древнегреческого в латинском языке, пришёл к выводу, что рейхлиново чтение отражает фонетику средневекового греческого языка, но не древнегреческого, и разработал альтернативную систему чтения. Однако и эразмово чтение также не отражает в точности древнегреческую фонетику, являясь в известной мере условным. Правила чтения современного греческого языка фактически соответствуют рейхлинову произношению, ему же соответствует и произношение текстов на древнегреческом в богослужебной практике, в то время как при изучении древнегреческого языка в светских учебных заведениях принято эразмово чтение, которое может варьироваться в зависимости от фонетических особенностей языка данной территории. Например, немцы могут читать дифтонг ευ как [ɔʏ̯], так как его транслитерация в немецком языке eu читается так.
Ниже приводится таблица различий между рейхлиновым и эразмовым произношением.
| Написание | Рейхлиново | Эразмово |
| --------- | ---------- | -------- |
| ι         | [i]        | [i]      |
| η         | [i]        | [eː]     |
| υ         | [i]        | [y]      |
| αι        | [e]        | [aj]     |
| ει        | [i]        | [ej]     |
| οι        | [i]        | [oj]     |
| υι        | [ij]       | [yj]     |
| αυ        | [av], [af] | [aw]     |
| ευ        | [ev], [ef] | [ew]     |
| β         | [v]        | [b]      |
| γ         | [γ]        | [g]      |
| θ         | [θ]        | [tʰ]     |
| φ         | [f]        | [pʰ]     |
| χ         | [χ]        | [kʰ]     |
| ζ         | [z]        | [dz]     |
| ῾         | −          | [h]      |

### Морфология
Древнегреческий, как и большинство других древних индоевропейских языков, обладает сильно развитой синтетической структурой, сохранившей черты архаических протоиндоевропейских форм. Глаголы имели четыре формы наклонения (изъявительное, повелительное, сослагательное и желательное), три залога (действительный, страдательный и медиальный), три лица (первое, второе, третье), также допускалось спряжение по трём числам (но в двойственном числе только по второму и третьему лицам). Глаголы спрягались по трём видовым основам — основе настоящего времени (презенса), обозначавшей развивающееся действие, основе аориста, обозначавшей законченное действие, и основе перфекта, обозначавшей действие глагола с позиции результата и актуальности результата.

#### Имя,τὸ ὄνομα
Все имена подразделяются по типу склонения на две группы, в первую группу входят все имена, за исключением личных местоимений, составляющих вторую группу. У имени в древнегреческом языке три категории: род, число и падеж.
Категория рода у существительных классифицирующая (не изменяющаяся), у других согласующаяся (как у прилагательных) и может вообще отсутствовать (как у личных местоимений). Она представлена противопоставлением трёх родов.
Имена могли иметь три числа — единственное, двойственное и множественное.
Двойственное число употреблялось для обозначения двух объектов и имело усечённую парадигму — из двух падежей: именительно-звательно-винительного («сильного») и родительно-дательного («слабого») падежа.
Категория падежа представляла собой свёрнутые в 5 падежей праиндоевропейские 8 падежей:
- именительный, др.-греч. ονομαστική πτώση;
- родительный, др.-греч. γενική πτώση;
- дательный, др.-греч. δοτική πτώση;
- винительный, др.-греч. αιτιατική πτώση;
- звательный, др.-греч. κλητική πτώση.

Падежи группировались по двум признакам:
- с одной стороны:

- оппозиции сильных (прямообъектных — именительного и винительного);
- и слабых (непрямообъектных — родительного и дательного) падежей;

- с другой стороны:

- оппозиции прямых (именительного и звательного);
- и косвенных (родительного, дательного и винительного) падежей.

Основная группа имён делится на три склонения по типу основы (как и в латинском языке, а не по окончанию, как в русском):
- склонение на долгую (ᾱ) и краткую (ᾰ), или I склонение, нетематическое, но позже испытывавшее влияние тематического;
- тематическое (на тематическую гласную) склонение на основу ο/ε (o/e), или II склонение;
- атематическое склонение, при присоединении окончания к основе без соединительного гласного, или III склонение.

#### Глаголыв Древнегреческом языке
Древнегреческий глагол (τὸ ῥῆμα) обладает следующими грамматическими категориями: виды, времена, наклонения, залоги, лица и числа.
Виды, τρόπος
Виды исторически называются по образованному от них времени:
- основа презенса (для развивающегося действия);
- основа аориста (обозначает законченное действие);
- основа перфекта (для обозначения действия с позиции его результата).

Времена, χρόνος
Время подразделяются на актуальные и исторические.
Актуальные времена:
1. Настоящее время, ἐνεστώς или ενεστώτας (обозначает незаконченное во времени действие) — 243373 соответствий в Perseus Project[2]
2. Будущее время (Future) I, μέλλων или μέλλοντας (будущее, обозначает отнесённость действия к будущему, независимо от его завершённости) — 59510 соответствий в Perseus Project.
3. Будущее время (Future) II, μέλλων (будущее неявно сигматическое, для групп глаголов с основой на сонорный или на -ιδ-; по значению же сходное с футурум I)
4. Будущее время (Future) III, μέλλων τετελεσμένος (будущее завершённое, малоупотребительное)
5. Будущее перфектное[англ.], συντετελεσμένος μέλλοντας название этой используемой в Perseus Project глагольной видо-временной формы можно перевести на русский как Будущее перфектное время, а ближайшее русское соответствие для неё видимо Будущее время (Future) III. — 3720 соответствий в Perseus Project.
6. Совершенная форма (Перфект), παρακείμενος (в значении настоящего времени, для обозначения действия с позиции его результата)

Исторические времена:
1. Имперфект, παρατατικός (прошедшее несовершенного вида) — 67463 соответствий в Perseus Project.
2. Аорист, Аорист в древнегреческом[англ.], ἀόριστος (прошедшее совершенного вида) — 156748 соответствий в Perseus Project.
3. Совершенная форма (Перфект), παρακείμενος (в значении прошедшего времени, для обозначения действия с позиции его результата)
4. Плюсквамперфект, ὑπερσυντέλικος (обозначает действие, происшедшее до другого действия в прошлом) — 8657 соответствий в Perseus Project.

Наклонения, ἔγκλισις
1. Изъявительное наклонение, ἀποφαντική έγκλιση или οριστική έγκλιση — 270393 соответствий в Perseus Project.
2. Повелительное наклонение, προστακτική έγκλιση — 42342 соответствий в Perseus Project.
3. Сослагательное наклонение, ὑποτακτική έγκλιση — 99306 соответствий в Perseus Project.
4. Желательное наклонение, εὐκτική έγκλιση — 32307 соответствий в Perseus Project.

Инфинитив
Инфинитив, Инфинитив в древнегреческом, απαρέμφατο древнегреческий инфинитив это не финитная (не конечная) форма глагола без окончания на лицо, число, время и наклонение. — 46728 соответствий в Perseus Project.
Залоги, διάθεσις
1. Действительный залог, ἐνεργετική φωνή — 312638 соответствий в Perseus Project.
2. Средний залог (медиальный), μέση φωνή — 60732 соответствий в Perseus Project.
3. Страдательный залог, παθητική φωνή — 34850 соответствий в Perseus Project.
4. Медий-пассивный залог[англ.], μεσοπαθητική φωνή — 132369 соответствий в Perseus Project.

Лица, πρόσωπον
1. Первое лицо, πρῶτον πρόσωπο — 126326 соответствий в Perseus Project.
2. Второе лицо, δεύτερον πρόσωπο — 97289 соответствий в Perseus Project.
3. Третье лицо, τρίτον πρόσωπο — 172183 соответствий в Perseus Project.

Числа, ἀριθμός
1. Единственное число[англ.], ἑνικός αριθμός — 655255 соответствий в Perseus Project.
2. Двойственное число, δυϊκός αριθμός — 58558 соответствий в Perseus Project.
3. Множественное число[англ.], πληθυντικός αριθμός — 325802 соответствий в Perseus Project.

Глагол изменяется по двум спряжениям: тематическому (так как они присоединяют окончание в презенсе с помощью т. н. тематического гласного ο/ε, эти глаголы в первом лице единственного числа настоящего времени изъявительного наклонения действительного залога имеют окончание — ω) и атематическому (присоединяют окончание непосредственно к основе, в первом лице единственного числа настоящего времени изъявительного наклонения действительного залога имеют окончание -μι).
Глагол в древнегреческом языке обладает двумя неличными формами: инфинитивом (ἀπαρέμφατον) и причастием (μετοχή).
К системе глагольных форм примыкают два типа отглагольных прилагательных (ῥηματικὰ ἐπίθετα).
Ударение в сослагательном, изъявительном, повелительном и желательном наклонениях отодвигается (насколько это возможно) дальше от конца слова. Это правило касается и сложных глаголов. Однако и среди них есть исключения.

#### Основные способы словообразования
Основные словообразовательные средства — аффиксация и словосложение.
Глаголы могут образовываться от:
- от девербативов:

- θεμᾰτίζω от θέμα девербатива глагола τίθημι;
- δειγμᾰτίζω от δεῖγμα девербатива глагола δείκνῡμι;
- καυματίζω от καῦμα девербатива глагола καίω;
- σχημᾰτίζω от σχῆμα девербатива глагола ἔχω;
- χρημᾰτίζω от χρῆμα девербатива глагола χράομαι;
- τραυμᾰτίζω от τραῦμα девербатива глагола θραύω;
- κερμᾰτίζω от κέρμα девербатива глагола κείρω;
- γραμμᾰτεύω от γράμμα девербатива глагола γράφω;
- πραγμᾰτεύομαι от πρᾶγμα девербатива глагола πράσσω;

- от отглагольного имени существительного-агенса[англ.]:

- δῠνατέω от δῠνάτης девербатива глагола δύνᾰμαι;
- γονυπετέω от γονυπετής девербатива глагола πίπτω;
- ὑπ-ηρετέω от ὑπ-ηρέτης девербатива глагола ἀράομαι;
- εὐεργετέω от εὐεργέτης;
- αὐθεντέω от αὐθέντης;

- от отглагольных прилагательных:

- ἀστᾰτέω от ἄστᾰτος;
- ἀθετέω от ἄθετος;
- ἀπιστέω от ἄπιστος;
- ἀτακτέω от ἄτακτος;
- εὐχᾰριστέω от εὐχάριστος;
- εὐᾰρεστέω от εὐάρεστος.

### Синтаксис
В связи с преобладанием синтетических форм выражения грамматических значений порядок слов в древнегреческом языке свободный.
Accusativus duplex
В зависимости от глаголов со значением считать (νομίζω, κρίνω, ἡγέομαι), называть (καλέω, ὀνομάζω), делать (ποιέω, παρέχω, καθίστημι), назначать, избирать (αἱρέομαι, ἀποδείκνυμι, χειροτονέω), находить кого-либо в каком виде (εὑρίσκω) употребляется конструкция accusativus duplex, два винительных падежа, один винительный прямого дополнения, другой винительный именной части составного сказуемого.

Ὁ πλοῦτος ἡμᾶς ἐνίοτε τυφλοὺς ποιεῖ
Оригинальный текст (рус.)Богатство иногда делает нас слепыми.

Accusativus relationis
Винительный отношения ставится при переходных и пассивных глаголах, а также прилагательных, и указывает, что выражаемое глаголом или прилагательным свойство или состояние принадлежит логическому подлежащему не вообще, а только в некотором отношении.

Βέλτιόν ἐστι σῶμά γ' ἢ ψυχὴν νοσεῖν
Оригинальный текст (рус.)Лучше болеть телом, чем душой.

Следующие винительные отношения употребляются более часто:
- γένος родом;
- ὄνομα именем;
- μῆκος длинной;
- εὖρος шириной;
- βάθος глубиной;
- ὕψος высотой;
- μέγεθος величиной;
- πλῆθος многочисленностью (числом);
- ἄριθμος числом;
- τὴν φύσιν по природе;
- πρόφασιν под предлогом;
- τὰ ἄλλα в остальном.
- καλὸς τὸ εἶδος — красивый видом.

## Лексика

### Генетическая и ареальная характеристика лексики
Лексическая система древнегреческого языка делится на несколько пластов:
- исконный греческий;
- догреческий субстрат:

- анатолийские и другие индоевропейские языки;
- «пеласгийский» язык;
- минойский язык;

- пласты заимствований: семитский, персидский и латинский.

Из догреческих индоевропейских языков кроме слов заимствовались ещё и словообразовательные модели. Примеры заимствований:
- θάλασσα — «море»;
- πέργαμον — «крепость»;
- πύργος — «башня»;
- ἄστυ — «город».

Примеры заимствований из афразийских языков:
- древнееврейские (в основном из языка Библии):

- γέεννα — «геенна»;
- σατανα̃ς — «сатана»;
- σάββατον — «суббота»;

- древнеегипетское:

- πάπυρος — «папирус».

С завоеванием римлянами разрозненных территорий греческой ойкумены в 146—30 гг. до н. э. в греческий язык входят латинские заимствования, в основном из административной сферы. Примеры заимствований:
- πραιτώριον — «преторий»;
- κεντουρίων — «центурион».

### Комментарии
1. ↑  Сами древние различали четыре диалекта: аттический, ионический, дорийский, эолийский.